# Raymond Gause
Raymond Dewayne Gause Santiago (Memphis, 2 aprile 1961) è un ex cestista portoricano.

## Carriera
Con Porto Rico ha disputato due edizioni dei Giochi olimpici (Seul 1988, Barcellona 1992), i Campionati mondiali del 1990 e tre edizioni dei Campionati americani (1988, 1989, 1992).